# لياندرو فرنانديز (لاعب كرة قدم أرجنتيني)
لياندرو فرنانديز (بالإسبانية: Leandro Fernández)‏ (30 يناير 1983 في الأرجنتين - ) هو لاعب كرة قدم أرجنتيني في مركز قلب الدفاع، شارك في الألعاب الأولمبية الصيفية 2004. وشارك مع منتخب الأرجنتين تحت 20 سنة لكرة القدم ومنتخب الأرجنتين تحت 23 سنة لكرة القدم ومنتخب الأرجنتين لكرة القدم. أما مع النوادي، فقد لعب مع دينامو موسكو وريفر بليت ونيولز أولد بويز.

## وصلات خارجية
- لياندرو فرنانديز على موقع الاتحاد الدولي (مؤرشف)  (الإنجليزية)
- لياندرو فرنانديز على موقع قاعدة بيانات كرة القدم.إي يو (الإنجليزية)
- لياندرو فرنانديز على موقع Soccerway.com (الإنجليزية)
- لياندرو فرنانديز على موقع عالم كرة القدم.نت (الإنجليزية)
- لياندرو فرنانديز على موقع أوليمبيديا (الإنجليزية)